# 相対済令
相対済令（あいたいすましれい）は、日本の江戸時代に出された金公事（金銀貸借関係の訴訟）を幕府は取り上げず、当事者同士で解決（「相対」）することを命じた示談促進法令である。

## 概要
寛文元年（1661年）閏8月27日に初めて発令されて以来、貞享2年（1685年）・元禄15年（1702年）閏8月と、数度にわたって発令された。この法令は、民事訴訟処理の増加による刑事訴訟処理の停滞への対処と旗本層の救済を狙ったものであった。
8代将軍徳川吉宗が享保4年（1719年）11月9日に出した相対済令は、金公事を永年にわたって取り上げないことを宣した。ただし、利息を伴わない金公事や宗教目的による祠堂銭（名目金）、相対済令を悪用した借金の踏み倒し行為は例外とされた。
なお、この法令は買米資金の調達を順調にするため、享保14年（1729年）12月に廃止されることとなった。
だが、その後も元文元年（1736年）5月・寛保2年（1742年）3月と、度々同様の法令が出されている。
もっとも、元来において江戸時代以前の日本では、裁判の目的はあくまでも犯罪者を裁く刑事訴訟のみを対象としており、民事訴訟はあくまでも為政者（行政・司法）側による便宜（今日でいう「サービス」）の一環であり、そもそも、為政者側には民事の問題に由来する訴えがあった場合にこれを訴訟として取り上げる義務はなかった。

## 享保の相対済令
享保4年にこの法令が出されたのは、「金銭に絡む訴訟が増え、評定所もその処理にかかりきりになり、本来の仕事がほとんどできなくなっているため」とされている。事実、前年の享保3年（1718年）に持ち込まれた公事（民事訴訟）は35790件、その中で金銭トラブルにまつわる物は33037件で、それ以外が2753件。このうち、年内に処理できたのが約3分の1の11651件で、残りは全て翌年回しにされた。
この法令が「借金に苦しむ幕臣を助けるために出された」という説があるが、相対済令が発令された4日後の11月13日には「自分の利欲のために借金を返さないものがあれば取り調べた上で処罰する」という説明を加え、翌享保5年（1720年）には「相対済令は金銭に関わる訴訟を受け付けないだけで、借金を返さないでいいというわけではない。返さなくてもよいと考えている者がいれば訴え出るように」と、あくまで借金の踏み倒しを許すわけではないことを重ねて強調している。
実際に返済を渋った幕臣がいたものの、それに対し貸主（債権者）たちは江戸城の門前で待ち構え、債務者である旗本・御家人が業務を終えて下城すると旗を振りながら「借金を返せ」と喚き立て、それを無視して帰ろうとする者には、その屋敷までついていき、門や玄関の前に座り込んで催促し続けるという手段に出た。町奉行の大岡忠相は、「これは武士の体面を無視したやり口であり、捕えて牢屋に入れるべき」と同役の諏訪頼篤と連名で吉宗に上申したが、「悪いのは借金を返さない旗本たちなので町人を罰するにはおよばない」と却下している。